# Liste der denkmalgeschützten Objekte in Skalica
Die Liste der denkmalgeschützten Objekte in Skalica enthält die 34 nach slowakischen Denkmalschutzvorschriften geschützten Objekte in der Gemeinde Skalica im Okres Skalica.

## Denkmäler
| Foto |                 | Denkmal / č. ÚZPF                                       | Standort / Konskr. Nr.                                   | Offizielle Beschreibung                     | Beschreibung                                                                        | Metadaten                                                                |
| ---- | --------------- | ------------------------------------------------------- | -------------------------------------------------------- | ------------------------------------------- | ----------------------------------------------------------------------------------- | ------------------------------------------------------------------------ |
|      | Datei hochladen | Grabstein(sk) ObjektID: 206-712/0                       | KG: Skalica Konskr.Nr.:                                  | Lichard D.G.;1812-1882,publicista           | des Daniel Gabriel Lichard, Kolumnist, Schriftsteller, Lehrer                       | č. NKP: 206-712/0 Stand des NKP: 2012-02-08 Name: NÁHROBNÍK              |
|      | Datei hochladen | Grabstein(sk) ObjektID: 206-713/0                       | KG: Skalica Konskr.Nr.:                                  | Blaho Pavol Dr.;1867-1927,politik           | des Dr. Pavel Blaho, Arzt, Journalist, Politiker                                    | č. NKP: 206-713/0 Stand des NKP: 2012-02-08 Name: NÁHROBNÍK              |
|      | Datei hochladen | Grabstein(sk) ObjektID: 206-714/0                       | KG: Skalica Konskr.Nr.:                                  | Boor Michal;1837-1891,spisovateľ            | des Michal Boor, Schriftsteller                                                     | č. NKP: 206-714/0 Stand des NKP: 2012-02-08 Name: NÁHROBNÍK              |
| ja   | Datei hochladen | Neuer jüdischer Friedhof(sk) ObjektID: 206-731/0        | KG: Skalica Konskr.Nr.:                                  | neaktívny;Nový židovský cint.               | inaktiv                                                                             | č. NKP: 206-731/0 Stand des NKP: 2012-02-08 Name: CINTORÍN ŽIDOVSKÝ      |
|      | Datei hochladen | Tumulus(sk) ObjektID: 206-732/0                         | KG: Skalica Konskr.Nr.:                                  | neskúmané;Kniežacie hradisko                | nicht untersucht, Fürstenfestung                                                    | č. NKP: 206-732/0 Stand des NKP: 2012-02-08 Name: MOHYLNÍK               |
| ja   | Datei hochladen | Stadtmauer(sk) ObjektID: 206-715/0                      | Standort KG: Skalica Konskr.Nr.: 201                     | hradby                                      |                                                                                     | č. NKP: 206-715/0 Stand des NKP: 2012-02-08 Name: MÚR HRADBOVÝ           |
| ja   | Datei hochladen | Bürgerhaus(sk) ObjektID: 206-11275/0                    | Jatočná ul.2 KG: Skalica Konskr.Nr.: 2403                | radový;Bývalá radnica                       | Reihenhaus, früheres Rathaus                                                        | č. NKP: 206-11275/0 Stand des NKP: 2012-02-08 Name: DOM MEŠTIANSKY       |
|      | Datei hochladen | Bürgerhaus (Gedenkhaus)(sk) ObjektID: 206-705/1         | Komenského ul.16 KG: Skalica Konskr.Nr.: 414             | prejazdový; Komenský J.A.;1592-1670         | für Johann Amos Comenius                                                            | č. NKP: 206-705/1 Stand des NKP: 2012-02-08 Name: DOM MEŠTIANSKY PAMÄTNÝ |
|      | Datei hochladen | Gedenktafel(sk) ObjektID: 206-705/2                     | Komenského ul.16 KG: Skalica Konskr.Nr.: 414             | Komenský J.A.;1592-1670                     | Gedenktafel für Johann Amos Comenius (Jan Ámos Komenský)                            | č. NKP: 206-705/2 Stand des NKP: 2012-02-08 Name: TABUĽA PAMÄTNÁ         |
|      | Datei hochladen | Denkmal(sk) ObjektID: 206-711/0                         | Koreszkova ul. KG: Skalica Konskr.Nr.:                   | Blaho Pavol Dr.;1867-1927,politik           | Denkmal für den slowakischen Politiker Dr. Pavol Blaho                              | č. NKP: 206-711/0 Stand des NKP: 2012-02-08 Name: POMNÍK                 |
| ja   | Datei hochladen | Armenhaus(sk) ObjektID: 206-716/1                       | Kráľovská ul.9 Standort KG: Skalica Konskr.Nr.: 385      | Starobinec                                  | Pflegeheim                                                                          | č. NKP: 206-716/1 Stand des NKP: 2012-02-08 Name: STAROBINEC             |
| ja   | Datei hochladen | Kapelle(sk) ObjektID: 206-716/2                         | Kráľovská ul.9 Standort KG: Skalica Konskr.Nr.: 385      | r.k.sv.Alžbety;                             | römisch-katholische Kapelle St. Elisabeth                                           | č. NKP: 206-716/2 Stand des NKP: 2012-02-08 Name: KAPLNKA                |
| ja   | Datei hochladen | Franziskanerkloster(sk) ObjektID: 206-723/1             | Kráľovská ul.16 Standort KG: Skalica Konskr.Nr.: 1       | františkánsky                               |                                                                                     | č. NKP: 206-723/1 Stand des NKP: 2012-02-08 Name: KLÁŠTOR FRANTIŠKÁNOV   |
| ja   | Datei hochladen | Kirche(sk) ObjektID: 206-723/2                          | Kráľovská ul.16 Standort KG: Skalica Konskr.Nr.: 1       | r.k.P.M.Sedembolestnej;františkánsky        | römisch-katholische Kirche, Franziskanerkirche Maria der sieben Schmerzen           | č. NKP: 206-723/2 Stand des NKP: 2012-02-08 Name: KOSTOL                 |
| BW   | Datei hochladen | Denkmal(sk) ObjektID: 206-708/0                         | Lichardova ul. Standort KG: Skalica Konskr.Nr.:          | Lichard D.G.;1812-1882,publicista           | Denkmal für den slowakischen Schriftsteller Daniel Gabriel Lichard                  | č. NKP: 206-708/0 Stand des NKP: 2012-02-08 Name: POMNÍK                 |
|      | Datei hochladen | Denkmal(sk) ObjektID: 206-709/0                         | Lichardova ul. KG: Skalica Konskr.Nr.:                   | Komenský J.A.;1592-1670                     | Denkmal für Comenius                                                                | č. NKP: 206-709/0 Stand des NKP: 2012-02-08 Name: POMNÍK                 |
| ja   | Datei hochladen | Kirche(sk) ObjektID: 206-729/0                          | Lichardova ul.3 Standort KG: Skalica Konskr.Nr.: 137     | ev.a.v.;                                    | evangelische Kirche                                                                 | č. NKP: 206-729/0 Stand des NKP: 2012-02-08 Name: KOSTOL                 |
| BW   | Datei hochladen | Gedenkhaus(sk) ObjektID: 206-695/1                      | Lichardova ul.12 Standort KG: Skalica Konskr.Nr.: 129    | Nešpor Mirko;1924-1944,študent              | für Mirko Nešpor, Student, Widerstandskämpfer                                       | č. NKP: 206-695/1 Stand des NKP: 2012-02-08 Name: DOM PAMÄTNÝ            |
| BW   | Datei hochladen | Gedenktafel(sk) ObjektID: 206-695/2                     | Lichardova ul.12 Standort KG: Skalica Konskr.Nr.: 129    | Nešpor Mirko;1924-1944,študent              | Gedenktafel für den Widerstandskämpfer Mirko Nešpor                                 | č. NKP: 206-695/2 Stand des NKP: 2012-02-08 Name: TABUĽA PAMÄTNÁ         |
| ja   | Datei hochladen | Kirche(sk) ObjektID: 206-718/0                          | Pod Kalváriou ul.43 Standort KG: Skalica Konskr.Nr.: 209 | r.k.sv.Juraja;Rotunda sv.Juraja             | römisch-katholische Kirche St. Georg                                                | č. NKP: 206-718/0 Stand des NKP: 2012-02-08 Name: KOSTOL                 |
| BW   | Datei hochladen | Bürgerhaus(sk) ObjektID: 206-10629/0                    | Potočná ul.2 Standort KG: Skalica Konskr.Nr.: 241        | nárožný;                                    | Eckhaus                                                                             | č. NKP: 206-10629/0 Stand des NKP: 2012-02-08 Name: DOM MEŠTIANSKY       |
| BW   | Datei hochladen | Gedenkhaus(sk) ObjektID: 206-706/1                      | Potočná ul.6 Standort KG: Skalica Konskr.Nr.: 243        | Blaho Pavol Dr.;1867-1927,politik           | für Dr. Pavel Blaho, Arzt, Journalist, Politiker                                    | č. NKP: 206-706/1 Stand des NKP: 2012-02-08 Name: DOM PAMÄTNÝ            |
| BW   | Datei hochladen | Gedenktafel(sk) ObjektID: 206-706/2                     | Potočná ul.6 Standort KG: Skalica Konskr.Nr.: 243        | Blaho Pavol Dr.;1867-1927,politik           | für Dr. Pavel Blaho, Arzt, Journalist, Politiker                                    | č. NKP: 206-706/2 Stand des NKP: 2012-02-08 Name: TABUĽA PAMÄTNÁ         |
| BW   | Datei hochladen | Gedenk-Pfarrhof(sk) ObjektID: 206-701/1                 | Potočná ul.17 Standort KG: Skalica Konskr.Nr.:           | ev.a.v.;Tablic,Boor,Lichard,                | evangelische Pfarrei, für Tablic, Boor und Lichard                                  | č. NKP: 206-701/1 Stand des NKP: 2012-02-08 Name: FARA PAMÄTNÁ           |
| BW   | Datei hochladen | Gedenktafel(sk) ObjektID: 206-701/2                     | Potočná ul.17 Standort KG: Skalica Konskr.Nr.:           | Tablic,Boor,Lichard;Spisovatelia            | für Tablic, Boor und Lichard, Schriftsteller (+ drei weitere?)                      | č. NKP: 206-701/2 Stand des NKP: 2012-02-08 Name: TABUĽA PAMÄTNÁ         |
| BW   | Datei hochladen | Gedenkhaus(sk) ObjektID: 206-697/1                      | Potočná ul.19 Standort KG: Skalica Konskr.Nr.:           | Lichard D.G.;1812-1882,publicista           | für Daniel Gabriel Lichard, Kolumnist, Schriftsteller, Lehrer                       | č. NKP: 206-697/1 Stand des NKP: 2012-02-08 Name: DOM PAMÄTNÝ            |
| BW   | Datei hochladen | Gedenktafel(sk) ObjektID: 206-697/2                     | Potočná ul.19 Standort KG: Skalica Konskr.Nr.:           | Lichard D.G.;1812-1882,publicista           | für Daniel Gabriel Lichard, Kolumnist, Schriftsteller, Lehrer                       | č. NKP: 206-697/2 Stand des NKP: 2012-02-08 Name: TABUĽA PAMÄTNÁ         |
| ja   | Datei hochladen | Paulinenkloster(sk) ObjektID: 206-725/1                 | Potočná ul.21 Standort KG: Skalica Konskr.Nr.: 199       | paulínsky                                   |                                                                                     | č. NKP: 206-725/1 Stand des NKP: 2012-02-08 Name: KLÁŠTOR PAULÍNOV       |
| ja   | Datei hochladen | Kirche(sk) ObjektID: 206-725/2                          | Potočná ul.23 Standort KG: Skalica Konskr.Nr.: 292       | r.k.sv.Pavla pustovníka;paulínsky           | römisch-katholische Kirche, St. Paul der Einsiedler                                 | č. NKP: 206-725/2 Stand des NKP: 2012-02-08 Name: KOSTOL                 |
| BW   | Datei hochladen | Bürgerhaus(sk) ObjektID: 206-11420/0                    | Potočná ul.31 Standort KG: Skalica Konskr.Nr.: 195       | prejazdový,nárožný;                         | Eckhaus, Passage                                                                    | č. NKP: 206-11420/0 Stand des NKP: 2012-02-08 Name: DOM MEŠTIANSKY       |
| ja   | Datei hochladen | Kloster der Barmherzigen Brüder(sk) ObjektID: 206-721/1 | Potočná ul.58 Standort KG: Skalica Konskr.Nr.: 2049      | milosrdných bratov                          |                                                                                     | č. NKP: 206-721/1 Stand des NKP: 2012-02-08 Name: KLÁŠTOR MILOSRDNÝCH    |
| ja   | Datei hochladen | Kirche(sk) ObjektID: 206-721/2                          | Potočná ul.58 Standort KG: Skalica Konskr.Nr.: 268       | r.k.sv.Trojice;milosrdných bratov           | römisch-katholische Kirche Heilige Dreifaltigkeit der Barmherzigen Brüder           | č. NKP: 206-721/2 Stand des NKP: 2012-02-08 Name: KOSTOL                 |
| BW   | Datei hochladen | Bürgerhaus(sk) ObjektID: 206-11260/0                    | Potočná ul.65 Standort KG: Skalica Konskr.Nr.: 179       | radový;                                     | Reihenhaus                                                                          | č. NKP: 206-11260/0 Stand des NKP: 2012-02-08 Name: DOM MEŠTIANSKY       |
|      | Datei hochladen | Gedenkhaus(sk) ObjektID: 206-699/1                      | Sasinkova ul.12 KG: Skalica Konskr.Nr.: 216              | Sasinek F.V.;1830-1914,historik             | für František Víťazoslav Sasinek, Historiker, Schriftsteller, katholischer Priester | č. NKP: 206-699/1 Stand des NKP: 2012-02-08 Name: DOM PAMÄTNÝ            |
|      | Datei hochladen | Gedenktafel(sk) ObjektID: 206-699/2                     | Sasinkova ul.12 KG: Skalica Konskr.Nr.: 216              | Sasinek F.V.;1830-1914,historik             | für František Víťazoslav Sasinek, Historiker, Schriftsteller, katholischer Priester | č. NKP: 206-699/2 Stand des NKP: 2012-02-08 Name: TABUĽA PAMÄTNÁ         |
| ja   | Datei hochladen | architektonischer Säule(sk) ObjektID: 206-11332/1       | Slobody nám. Standort KG: Skalica Konskr.Nr.:            | Mariánsky stĺp                              | Mariensäule                                                                         | č. NKP: 206-11332/1 Stand des NKP: 2012-02-08 Name: ARCHITEKTÚRA STĹPU   |
| BW   | Datei hochladen | Statue(sk) ObjektID: 206-11332/2                        | Slobody nám.1 Standort KG: Skalica Konskr.Nr.:           | Panna Mária s dieťaťom;Madona               | Madonna mit Kind                                                                    | č. NKP: 206-11332/2 Stand des NKP: 2012-02-08 Name: SOCHA                |
|      | Datei hochladen | Statuenkopie(sk) ObjektID: 206-11332/3                  | Slobody nám. KG: Skalica Konskr.Nr.:                     | Panna Mária s dieťaťom;Madona               | Madonna mit Kind                                                                    | č. NKP: 206-11332/3 Stand des NKP: 2012-02-08 Name: SOCHA-KÓPIA          |
| ja   | Datei hochladen | Jesuitenkloster(sk) ObjektID: 206-727/1                 | Slobody nám.3 Standort KG: Skalica Konskr.Nr.: 99        | jezuitský                                   |                                                                                     | č. NKP: 206-727/1 Stand des NKP: 2012-02-08 Name: KLÁŠTOR JEZUITOV       |
| ja   | Datei hochladen | Kirche(sk) ObjektID: 206-727/2                          | Slobody nám.1 Standort KG: Skalica Konskr.Nr.: 100       | r.k.sv.Františka Xaverského;jezuitský       | römisch-katholische Kirche St. Franz Xaver                                          | č. NKP: 206-727/2 Stand des NKP: 2012-02-08 Name: KOSTOL                 |
| ja   | Datei hochladen | Bürgerhaus(sk) ObjektID: 206-733/0                      | Slobody nám.4 Standort KG: Skalica Konskr.Nr.: 136       | radový;Quadányho dom                        | Reihenhaus, Haus Quadány                                                            | č. NKP: 206-733/0 Stand des NKP: 2012-02-08 Name: DOM MEŠTIANSKY         |
| ja   | Datei hochladen | Kirche(sk) ObjektID: 206-710/1                          | Slobody nám.8 Standort KG: Skalica Konskr.Nr.: 92        | r.k.sv.Michala;Farský kostol                | römisch-katholische Pfarrkirche St. Michael                                         | č. NKP: 206-710/1 Stand des NKP: 2012-02-08 Name: KOSTOL                 |
| ja   | Datei hochladen | Karner(sk) ObjektID: 206-710/2                          | Slobody nám.6 Standort KG: Skalica Konskr.Nr.: 87        | r.k.sv.Anny;                                | römisch-katholisches Ossarium, St. Anna                                             | č. NKP: 206-710/2 Stand des NKP: 2012-02-08 Name: KARNER                 |
| BW   | Datei hochladen | Gedenktafel(sk) ObjektID: 206-710/3                     | Slobody nám.6 Standort KG: Skalica Konskr.Nr.: 87        | Sasinek F.V.;1830-1914,historik             | für František Víťazoslav Sasinek, Historiker, Schriftsteller, katholischer Priester | č. NKP: 206-710/3 Stand des NKP: 2012-02-08 Name: TABUĽA PAMÄTNÁ         |
| ja   | Datei hochladen | Statue(sk) ObjektID: 206-710/4                          | Slobody nám. KG: Skalica Konskr.Nr.:                     | sv.Florián;                                 | St. Florian                                                                         | č. NKP: 206-710/4 Stand des NKP: 2012-02-08 Name: SOCHA                  |
| ja   | Datei hochladen | Statue(sk) ObjektID: 206-710/5                          | Slobody nám. KG: Skalica Konskr.Nr.:                     | sv.Ján Nepomucký;                           | St. Johannes Nepomuk                                                                | č. NKP: 206-710/5 Stand des NKP: 2012-02-08 Name: SOCHA                  |
| ja   | Datei hochladen | Rathaus(sk) ObjektID: 206-734/0                         | Slobody nám.10 Standort KG: Skalica Konskr.Nr.: 145      |                                             |                                                                                     | č. NKP: 206-734/0 Stand des NKP: 2012-02-08 Name: RADNICA                |
| ja   | Datei hochladen | Kulturhaus(sk) ObjektID: 206-736/0                      | Slobody nám.11 Standort KG: Skalica Konskr.Nr.: 96       | Jurkovičov dom                              | Haus Jurkovič                                                                       | č. NKP: 206-736/0 Stand des NKP: 2012-02-08 Name: DOM KULTÚRNY           |
| ja   | Datei hochladen | Bürgerhaus(sk) ObjektID: 206-11418/0                    | Slobody nám.12 Standort KG: Skalica Konskr.Nr.: 146      | prejazdový,radový;Hottmarovský dom          | Reihenhaus, Passage, Haus Hottmar                                                   | č. NKP: 206-11418/0 Stand des NKP: 2012-02-08 Name: DOM MEŠTIANSKY       |
| ja   | Datei hochladen | Bürgerhaus(sk) ObjektID: 206-2191/0                     | Slobody nám.13 Standort KG: Skalica Konskr.Nr.: 95       | nárožný;Mittákovský dom                     | Eckhaus, Haus Mittákovský                                                           | č. NKP: 206-2191/0 Stand des NKP: 2012-02-08 Name: DOM MEŠTIANSKY        |
| BW   | Datei hochladen | Bürgerhaus(sk) ObjektID: 206-735/0                      | Slobody nám.14 Standort KG: Skalica Konskr.Nr.: 147      | radový;                                     | Reihenhaus                                                                          | č. NKP: 206-735/0 Stand des NKP: 2012-02-08 Name: DOM MEŠTIANSKY         |
| BW   | Datei hochladen | Bürgerhaus(sk) ObjektID: 206-10744/0                    | Škarniclovská ul.2 Standort KG: Skalica Konskr.Nr.: 101  | nárožný;                                    | Eckhaus                                                                             | č. NKP: 206-10744/0 Stand des NKP: 2012-02-08 Name: DOM MEŠTIANSKY       |
| BW   | Datei hochladen | Gedenkhaus(sk) ObjektID: 206-703/1                      | Škarniclovská ul.3 Standort KG: Skalica Konskr.Nr.: 155  | Škarniclova tlačiareň;Škarniclova tlačiareň | für den Drucker Škarniclova                                                         | č. NKP: 206-703/1 Stand des NKP: 2012-02-08 Name: DOM PAMÄTNÝ            |
|      | Datei hochladen | Gedenktafel(sk) ObjektID: 206-703/2                     | Škarniclovská ul.3 KG: Skalica Konskr.Nr.: 155           | Škarniclova tlačiareň;                      | für den Drucker Škarniclova                                                         | č. NKP: 206-703/2 Stand des NKP: 2012-02-08 Name: TABUĽA PAMÄTNÁ         |

## Legende
Die Tabelle enthält im Einzelnen folgende Informationen:
| Foto:                    | Fotografie des Denkmals. |
| Denkmal / č. ÚZPF:       | Die Übersetzung der Bezeichnung des Denkmals, wie sie vom Slowakischen Denkmalamt (Pamiatkový úrad Slovenskej republiky) verwendet wird. Die Originalbezeichnung ist unter dem Fragezeichen angegeben. Fehlt die Übersetzung, so wird die Originalbezeichnung direkt angezeigt. Weiters ist die Objekt-Identifikationsnummer (Objekt ID) angeführt. Sie ist die offizielle, in der Slowakei eindeutige Nummer č. ÚZPF inklusive der zugehörigen Zählnummer, wie sie in den Daten des Denkmalamtes angegeben wird. Da diese nur innerhalb eines Landkreises gezählt wird, ist dessen Nummer der Denkmalnummer vorangestellt. |
| Standort:                | Wenn in der Liste vorhanden, ist die Adresse angegeben. In Klammern kann sich noch eine zusätzliche Adresse befinden, wenn es beispielsweise ein Eckhaus ist. Bei freistehenden Objekten ohne Adresse (zum Beispiel bei Bildstöcken) ist eine Adresse angegeben, die in der Nähe des Objekts liegt. Durch Aufruf des Links Standort wird die Lage des Denkmals in verschiedenen Kartenprojekten angezeigt. Darunter sind die Katastralgemeinde (KG) und, wenn vorhanden, die Konskriptionsnummer (Konskr. Nr.) angegeben.                                                                                                   |
| Offizielle Beschreibung: | Es ist die Kurzbeschreibung auf Slowakisch, wie sie in den offiziellen Listen angegeben ist, eingetragen. |
| Beschreibung:            | Kurze Angaben zum Denkmal auf Deutsch. |
| Metadaten:               | Zusätzlich werden, wenn in den persönlichen Einstellungen das Helferlein Dauerhaftes Einblenden von Metadaten aktiviert ist, ebensolche angezeigt. |

- Karte mit allen Koordinaten:
- OSM |
- WikiMap